# Planet Comics
Planet Comics fue una revista de historietas estadounidense de ciencia ficción propiedad de Fiction House que fue fundada en 1940. Su elaboración, producción y edición fue encargada por esta casa editorial a Eisner-Iger Studio. Se publicó con periodicidad variable desde 1940 hasta 1953 con un total de 73 números. Planet Comics es considerada como una publicación derivada de Planet Stories, cuyo primer número había aparecido en diciembre de 1939.
El control editorial estuvo inicialmente en manos de Malcolm Reiss, quien ejerció como editor hasta el número de enero de 1942, y de S. M. Iger, que fue el jefe de redacción hasta el número de marzo de 1941, cuando el cargo fue eliminado. Tras tres ediciones sin editor titular, asumió Larabie Cunningham durante cuatro números, hasta la vuelta de Reiss entre mayo de 1943 y marzo de 1944. Luego, fue reemplazado por Paul Payne, que estuvo en esta posición hasta el número de julio de 1945, cuando fue reemplazado por J. F. Byrne, aunque ahora en el cargo de editor general.

## Historia de la publicación
Aunque los primeros relatos de ciencia ficción estadounidenses aparecieron antes de la década de 1920, no fue sino hasta el lanzamiento de Amazing Stories en 1926 -una publicación pulp pionera propiedad de Hugo Gernsback- que este género alcanzó la independencia en términos de comercialización y desarrollo editorial. A fines de la década de 1930, este pasaba por su primer auge, y varios títulos nuevos aparecieron en el mercado.

### Fundación
Tras las dificultades que tuvo durante la Gran Depresión, Fiction House —una de las editoras pulp más importantes de la década de 1920— reinició sus operaciones en 1934 y logró buenos resultados con títulos detectivescos y románticos a través de una subsidiaria que denominó Love Romances Inc. Parte de este éxito se debió al trabajo editorial de Thurman T. Scott, quien luego de lanzar Jumbo Comics en 1938, decidió incluir historias con toques de ciencia ficción en algunas de sus publicaciones: la primera revista que tuvo material de este género fue Jungle Stories, que apareció a principios de 1939. Aunque no incluyó de manera exclusiva relatos de ciencia ficción, a menudo aparecían elementos simbólicos o personajes que hacían mención a ella como por ejemplo sobrevivientes de la Atlántida, gorilas inteligentes o dinosaurios.
En el invierno de 1939, Fiction House decidió añadir a su catálogo una revista de ciencia ficción con periodicidad trimestral que denominó Planet Stories, cuyo primer número se lanzó en diciembre de ese año. Al mismo tiempo, previa solicitud de producción a Eisner-Iger Studio, dos nuevos cómics derivados con edición mensual salieron al mercado, Jungle Comics y Planet Comics, cuyo éxito probablemente permitió financiar las primeras ediciones de su revista madre.
Planet Comics se publicó en formato comic book, y fue el primero en su tipo en ser lanzado, simultáneamente, con una revista (Planet Stories). Su primer número apareció en enero de 1940, con 64 páginas a todo color.

### Sucesión editorial
Malcolm Reiss asumió como editor durante los primeros dieciséis números, mientras que S. M. Iger hizo lo propio como jefe de redacción durante los once primeros —hasta marzo de 1941—, cuando el cargo fue eliminado. Para las ediciones de los meses de marzo, mayo y julio de 1942, la revista no tuvo entre sus créditos a un editor titular, mientras que en los cuatro números siguientes, asumiría Larabie Cunningham. Reiss volvería a la revista para ocupar este cargo entre mayo de 1943 y marzo de 1944, coincidiendo con su decisión de nombrar subeditores en Planet Stories, la revista madre que dirigía, para enfocarse en las otras publicaciones del catálogo de Fiction House, que incluía a Planet Comics. Luego, fue reemplazado por Paul Payne, que estuvo en esta posición hasta el número de julio de 1945, cuando el cargo fue reemplazado por el de un editor general, asumiendo J. F. Byrne.
| Planet Comics | Planet Comics | Planet Comics | Planet Comics | Planet Comics | Planet Comics | Planet Comics | Planet Comics | Planet Comics | Planet Comics | Planet Comics | Planet Comics | Planet Comics |
| |               | Primavera     | Primavera     | Primavera     | Verano        | Verano        | Verano        | Otoño         | Otoño         | Otoño         | Invierno      | Invierno      |
| | Ene           | Feb           | Mar           | Abr           | May           | Jun           | Jul           | Ago           | Sep           | Oct           | Nov           | Dic           |
| --- | ------------- | ------------- | ------------- | ------------- | ------------- | ------------- | ------------- | ------------- | ------------- | ------------- | ------------- | ------------- |
| 1940 | 1/1           | 1/2           | 1/3           | 1/4           | 1/5           | 1/6           | 1/7           |               | 1/8           |               | 1/9           |               |
| 1941 | 1/10          |               | 1/11          |               | 1/12          |               | 1/13          |               | 1/14          |               | 1/15          |               |
| 1942 | 1/16          |               | 1/17          |               | 18            |               | 19            |               | 20            |               | 21            |               |
| 1943 | 22            |               | 23            |               | 24            |               | 25            |               | 26            |               | 27            |               |
| 1944 | 28            |               | 29            |               | 30            |               | 31            |               | 32            |               | 33            |               |
| 1945 | 34            |               | 35            |               | 36            |               | 37            |               | 38            |               | 39            |               |
| 1946 | 40            |               | 41            |               | 42            |               | 43            |               | 44            |               | 45            |               |
| 1947 | 46            |               | 47            |               | 48            |               | 49            |               | 50            |               | 51            |               |
| 1948 | 52            |               | 53            |               | 54            |               | 55            |               | 56            |               | 57            |               |
| 1949 | 58            |               | 59            |               | 60            |               | 61            |               | 62            |               |               | 63            |
| 1950 |               |               |               | 64            |               |               |               |               |               |               |               |               |
| 1951 | 65            |               |               |               |               |               |               |               |               |               |               |               |
| 1952 | 66            |               |               |               |               |               | 67            |               |               | 68            |               | 69            |
| 1953 |               |               |               | 70            |               |               | 71            |               |               | 72            |               | 73            |
| Números de 'Planet Comics'. Se muestra en formato volumen/número hasta el número 17; desde el 18, se muestra en formato número. El subrayado indica que el número fue anual —p. ej. 1950— en vez de otra periodicidad. Los colores identifican a los editores de cada número: Malcolm Reiss Sin crédito Larabie Cunningham Paul L. Payne J.F. Byrne |               |               |               |               |               |               |               |               |               |               |               |               |

## Contenido y recepción
El público objetivo de Planet Comics fue el segmento joven, y aunque no hay cifras respecto a su grado de penetración, probablemente pudo haber atraído a los lectors jóvenes hacia las revistas pulp.

### Primer número
El primer número apareció en enero de 1940 con William E. Eisner como director de arte. Lou Fine ilustró en la portada a The One-Eyed Monster Men of Mars, una historieta que tuvo guion e ilustraciones de Dick Briefer, y donde se presenta por primera vez al personaje de Flint Baker, que formaría parte de la serie The Planetary Adventures of Flint Baker que tuvo a varios colaboradores tanto en Planet Comics (números 1 al 37, 39 al 61, 63 al 64, 66 y 67) como en Ranger Comics, Fight Comics, Jumbo Comics y Man O'Mars.
Además, incluyó Auro Lord of Jupiter con ilustraciones de Malcolm Kildale, The Red Comet con guion e ilustraciones de Ken Jackson, Captain Nelson Cole of the Solar Force de Alex Boon, The War Lords of the Moon con ilustraciones de Henry Kiefer, Buzz Crandall and the Space Patrol con ilustraciones de Bob Jordan y The Man Who Stole a World! con ilustraciones de Albert Charles.